# Peter Seeberg
Peter Ejnar Lauritzen Seeberg (født 22. juni 1925 i Skrydstrup, død 8. januar 1999) var en dansk, modernistisk forfatter, der er optaget i dansk litteraturs kanon. Tematisk var han særligt optaget af livets yderste kanter og eksistentialismen, inspireret af de franske eksistentialister. Forfatterskabet var præget af modernismens strenge bevidsthed om menneskets fremmedhed. Seebergs debut, med den særprægede roman Bipersonerne (1956), faldt sammen med modernismens gennembrud i dansk litteratur i 1950'erne.
Hans forældre var lærer og forfatter Christian Petersen Seeberg (1893–1937) og Karen Kirstine Kjær (1887–1957). Den 11.oktober 1952 blev han i København gift med socialrådgiver og tegner Hanne Ellen Ludvigsen (1933-2010). 
Peter Seeberg karakteriserede som ung digter (i 1961) sit forfatterskab som "smalt og af spartansk karakter, med få motiver, hvis der er mere end det ene - egocentrisk i fundamenteringen - end viljen til at nå bund i det bundløse". 

## Liv
Han blev student fra Haderslev Katedralskole i 1943.
Seeberg blev mag.art. i sammenlignende litteratur med speciale i Friedrich Nietzsche i 1951 på Københavns Universitet.
Samtidig med forfattergerningen var han fra 1960 til 1993 museumsinspektør på Viborg Stiftsmuseum.
Til hans inspirationskilder hørte Ludwig Wittgenstein, Albert Camus, Nietzsche, Søren Kierkegaard, Friedrich Hegel og Martin Heidegger foruden moderne ateistiske, franske eksistentialister som Sartre. Jonas Holst har vist, at den eksistentielle filosofi spiller en vigtig rolle for Seebergs bøger.
Peter Seeberg er begravet på Rømø Kirkegård. Gravstenens tekst lyder:
Jeg ønsker vel blot 

at være én af dem 

der kommer ud af skovbrynet 

og bag markerne
ser byen og fjorden 

og hører stemmer tale

- Skilt på Zahrtmanns Gård i Viborg
- Gravsten på Rømø Kirkegård

## Udvalgt bibliografi
- Bipersonerne (1956)
- Fugls føde (1957)
- Eftersøgningen og andre noveller (1962)
- Hyrder (1970)
- Ferai (1970)
- Dinosaurusens sene eftermiddag (1974)
- Argumenter for benådning (1976)
- Ved havet (1978)
- Om fjorten dage (1981)
- Uden et navn (1985)
- Roland kommer til verden (1986)
- Den sovende dreng (1988)
- Frosten hjælper (1989)
- Rejsen til Ribe (1990)
- Oh, at være kænguru (1995)
- Vingeslag - og andre noveller (1985)
- Min personlige tigerhun, Maja (1997)
- Halvdelen af natten (1997)

### Nyudgivelse
En ny, stor tekstkritisk udgave af Peter Seebergs romaner, noveller og kortprosa er udgivet af Det Danske Sprog- og Litteraturselskab i samarbejde med Gyldendal. Serien, som tæller 11 bind, bringer foruden Seebergs egne tekster også varianter og illustrationer fra forfatterens manuskripter, indførende noter og efterskrifter skrevet af nogle af landets førende kendere af forfatterskabet. Det er første gang, at et moderne forfatterskab - med debut efter 2. Verdenskrig - har fået en så omfattende tekstkritisk behandling. Udgaven omfatter: Eftersøgningen og andre noveller [1962] 2017, Dinosaurusens sene eftermiddag [1974] 2017 Argumenter for benådning [1976] 2017, Om fjorten dage [1981] 2017, Rejsen til Ribe [1990] 2018, Halvdelen af Natten [1997] 2018, Bipersonerne [1956] 2018, Fugls føde [1957] 2018, Hyrder [1970] 2019, Ved havet [1978] 2019 og Øvrige noveller og kortprosa [1953-1998] 2019. 

## Priser
- 1963 – Louisiana-Prisen for novellesamlingen Eftersøgningen og andre noveller.
- 1977 – Det Danske Akademis Store Pris.
- 1983 – Blicherprisen.
- 1983 – Nordisk råds litteraturpris for novellesamlingen Om fjorten dage.
- 1987 - Jeanne og Henri Nathansens Mindelegat.
- 1990 – Herman Bangs Mindelegat.
- 1991 – De Gyldne Laurbær.